# Robert Monier
Pour les articles homonymes, voir Monier.
Robert Monier est un skipper et joueur international de rugby à XV français né le 20 février 1885 à Bordeaux et mort le 6 décembre 1944 dans la même ville.

## Biographie
Robert Monier, négociant-armateur est durant l'avant-guerre joueur de rugby à XV, évoluant en première ligne, et compte deux sélections en équipe de France de rugby à XV entre 1911 et 1912. Il remporte le championnat de France de rugby à XV en 1909 et en 1911 avec le Stade bordelais, il est de plus finaliste en 1910.
Robert Monier participe à bord du Rose Pompon à l'épreuve du 6.5m SI aux Jeux olympiques d'été de 1920 et remporte la médaille d'argent olympique en compagnie d'Albert Weil et de Félix Picon.